# CrDroid
crDroid（しーあーるどろいど）は、LineageOSをベースにしたAndroidのカスタマイズされたオペレーティングシステムで、Android 10からAndroid 15までの非公式リリースを提供している。また、 crDroidのWebサイトには、サポートされている端末のリストとそれぞれの最新のリリースの公開日付が記載されている。